# Solymeus
Solymeus (altgriechisch Σολυμεύς Solymeús) oder Solymos (Σόλυμος Sólymos) ist ein Beiname des Zeus, mit dem er in der pisidischen Polis Termessos verehrt wurde. Der Beiname wird von dem südlich der Stadt gelegenen Berges Solymos (heute Güllük Dağı) hergeleitet.
Er ist von Inschriften und Münzen bekannt, die aus der Zeit von 71 v. Chr. bis etwa 39 n. Chr. stammen. Auf den Münzbildern wird Zeus Solymeus mit Helm und Rüstung sitzend gezeigt, seine Hand ist mit gekrümmtem Zeigefinger zum Kopf erhoben. Aus Termessos sind weiterhin Münzen erhalten, die nur den behelmten Kopf ohne Inschrift oder weitere Attribute zeigen, aufgrund der Ähnlichkeit mit den zur gleichen Zeit geprägten Münzen mit Inschrift jedoch als Darstellungen des Zeus Solymeus gedeutet werden. Inschriftlich geht hervor, dass Zeus Solymeus einen auf Lebenszeit bestellten Priester hatte, der zumindest in späterer Zeit zugleich der Priester der römischen Göttin Roma war. 
Zeus Solymeus wurde in einem ihm geweihten Tempel im Termessos verehrt, wo ihm zu Ehren Opfer dargebracht wurden. Bei Grabverletzungen mussten ihm Strafgelder gezahlt werden. 